# Liv Grete Poirée
Liv Grete Poirée z d. Skjelbreid (ur. 7 lipca 1974 w Bergen) – norweska biathlonistka, trzykrotna medalistka olimpijska i wielokrotna medalistka mistrzostw świata. Była żona francuskiego biathlonisty, Raphaëla Poirée.

## Kariera
Pierwszy sukces w karierze osiągnęła w 1994 roku, startując na mistrzostwach świata juniorów w Osrblie. Wraz z koleżankami z reprezentacji zdobyła tam brązowy medal w sztafecie.
W Pucharze Świata zadebiutowała 6 marca 1993 roku w Lillehammer, zajmując 42. miejsce w sprincie. Pierwsze punkty wywalczyła nieco ponad dwa lata później, 9 marca 1995 roku w Lahti, kiedy była szósta w biegu indywidualnym. Pierwszy raz na podium zawodów pucharowych stanęła 15 stycznia 1998 roku w Anterselvie, kończąc rywalizację w tej konkurencji na drugiej pozycji. Rozdzieliła tam Rosjankę Olgę Romaśko i Magdalenę Forsberg ze Szwecji. W kolejnych startach jeszcze 45 razy stawała na podium, odnosząc przy tym 22 zwycięstwa: 10 w sprincie, 8 w biegu pościgowym, 3 w biegu masowym i 1 w biegu indywidualnym.
Najlepsze wyniki osiągnęła w sezonie 2003/2004, kiedy zwyciężyła w klasyfikacji generalnej, wyprzedzając Rosjankę Olgę Pylową i Francuzkę Sandrine Bailly. Jednocześnie wygrała klasyfikacje sprintu, biegu pościgowego i biegu masowego. Była też druga w sezonach 2000/2001 i 2001/2002, ustępując tylko Forsberg. Nie występowała w sezonie 2002/2003 z powodu ciąży. Sezon 2005/2006 zakończyła na dwunastym miejscu, z kolejnego roku startów wycofała się, gdyż spodziewała się drugiego dziecka.
Podczas mistrzostw świata w Osrblie w 1997 roku razem z Gunn Margit Andreassen, Annette Sikveland i Ann-Elen Skjelbreid zdobyła złoty medal w biegu drużynowym. Parę dni później Norweżki zdobyły też srebrny medal w sztafecie. Srebrny medal zdobyła także w biegu drużynowym na mistrzostwach świata w Hochfilzen w 1998 roku. Pierwszy medal indywidualny zdobyła na mistrzostwach świata w Oslo/Lahti w 2000 roku, gdzie zwyciężyła w sprincie. Tydzień później zwyciężyła także w biegu masowym, wyprzedzając Rosjankę Galinę Kuklewą i Corinne Niogret z Francji. Została jednocześnie pierwszą norweską mistrzynią świata w tej konkurencji.
Z mistrzostw świata w Pokljuce w 2001 roku wróciła z czterema medalami. Najpierw była trzecia w sprincie, za Niemkami: Kati Wilhelm i Uschi Disl. W biegu pościgowym była już najlepsza, po raz kolejny zostając pierwszą norweską mistrzynią świata w danej konkurencji. W rozgrywanym dwa dni później biegu indywidualnym zajęła drugie miejsce, plasując się między Magdaleną Forsberg i Ołeną Zubryłową z Ukrainy. Zdobyła tam też brązowy medal w biegu masowym, za Forsberg i Niemką Martiną Glagow. Kolejne cztery medale zdobyła na mistrzostwach świata w Oberhofie w 2004 roku. Zwyciężyła tam w sprincie, biegu pościgowym, biegu masowym oraz sztafecie. W biegu indywidualnym zajęła ósme miejsce.
W 1998 roku wystartowała na igrzyskach olimpijskich w Nagano. Zdobyła tam brązowy medal w sztafecie, w sprincie zajęła 15. miejsce, a w biegu indywidualnym 25. miejsce. Na rozgrywanych cztery lata później igrzyskach w Salt Lake City wywalczyła srebrny medal w biegu indywidualnym, rozdzielając Niemkę Andreę Henkel i Magdalenę Forsberg. Srebro wywalczyła także w sztafecie, w której startowały też Ann-Elen Skjelbreid, Linda Tjørhom i Gunn Margit Andreassen. Zajęła tam ponadto czwarte miejsce w sprincie i biegu pościgowym, przegrywając walkę o podium odpowiednio z Forsberg i Iriną Nikułcziną z Bułgarii. Na tej imprezie była chorążym reprezentacji Norwegii. Brała również udział w igrzyskach olimpijskich w Turynie w 2006 roku, gdzie była między innymi piąta w sztafecie i szósta w biegu pościgowym.
Trenerem Liv Grete był do 2003 roku Rolf Sæterdal, kiedy nagle zmarł. Do 2006 roku trenował ją Odd Lirhus. Po zakończeniu sezonu 2005/2006 postanowiła zakończyć karierę. Zajęła się między innymi komentowaniem zawodów dla stacji Norsk Rikskringkasting (NRK).

## Życie prywatne
Liv Grete została żoną Raphaela Poiree 27 maja 2000 roku, ślub wzięli w Norwegii. Po raz pierwszy spotkali się podczas Mistrzostw Świata Juniorów w Biathlonie 1992 roku w Canmore.
27 stycznia 2003 roku urodziła im się pierwsza córka, Emma. Początkowo córka podróżowała z rodzicami na zawody biathlonowe, gdzie opiekowała się nią niania (starsza siostra Liv – Ann Elen), jednak dziewczynka często chorowała i rodzice zdecydowali, że będzie podróżować rzadziej, a opiekować się nią będą dziadkowie. 10 stycznia 2007 roku Liv Grete urodziła drugą córeczkę, Anne, a w październiku 2008 trzecią – Lenę. Rozstała się z mężem w lipcu 2013 roku.
Większość czasu spędzali w Norwegii, w domu położonym w Eikelandsosen, niedaleko miejsca, w którym wychowała się Liv Grete. Posiadali również apartament we Francji, w miejscowości Villard-de-Lans.
Liv Grete ma dwie siostry: Ann-Elen, która również zajmowała się biathlonem i Lindę Kristin. Szwagrem Liv jest norweski biathlonista, Egil Gjelland, a kuzynką Liv-Kjersti Bergman.

## Osiągnięcia

### Igrzyska olimpijskie
| Rok  | Miejscowość    | Konkurencje | Konkurencje | Konkurencje | Konkurencje | Konkurencje | Konkurencje | Konkurencje |
| Rok  | Miejscowość    | IN          | SP          | PU          | MS          | RL          | MR          | SR          |
| ---- | -------------- | ----------- | ----------- | ----------- | ----------- | ----------- | ----------- | ----------- |
| 1998 | Nagano         | 15.         | 23.         | nd.         | nd.         | 3.          | nd.         | –           |
| 2002 | Salt Lake City | 2.          | 4.          | 4.          | nd.         | 2.          | nd.         | –           |
| 2006 | Turyn          | 9.          | 12.         | 6.          | 18.         | 5.          | nd.         | –           |

### Mistrzostwa świata
| Rok  | Miejscowość      | Konkurencje | Konkurencje | Konkurencje | Konkurencje | Konkurencje | Konkurencje | Konkurencje |
| Rok  | Miejscowość      | IN          | SP          | PU          | MS          | RL          | MR          | SR          |
| ---- | ---------------- | ----------- | ----------- | ----------- | ----------- | ----------- | ----------- | ----------- |
| 1996 | Ruhpolding       | 42.         | 7.          | nd.         | nd.         | 4.          | nd.         | –           |
| 1997 | Osrblie          | 39.         | 39.         | 42.         | nd.         | 2.          | nd.         | –           |
| 1998 | Pokljuka         | nd.         | nd.         | 10.         | nd.         | nd.         | nd.         | –           |
| 1999 | Kontiolahti/Oslo | 28.         | 11.         | 10.         | 14.         | 4.          | nd.         | –           |
| 2000 | Oslo/Lahti       | 32.         | 1.          | 7.          | 1.          | 5.          | nd.         | –           |
| 2001 | Pokljuka         | 2.          | 3.          | 1.          | 3.          | 4.          | nd.         | –           |
| 2002 | Oslo             | nd.         | nd.         | nd.         | 15.         | nd.         | nd.         | –           |
| 2004 | Oberhof          | 8.          | 1.          | 1.          | 1.          | 1.          | nd.         | –           |
| 2005 | Hochfilzen       | –           | 37.         | DNS         | –           | –           | nd.         | –           |

### Puchar Świata

#### Miejsca w klasyfikacji generalnej
| Sezon     | Miejsce        |
| --------- | -------------- |
| 1992/1993 | -              |
| 1994/1995 | 29.            |
| 1995/1996 | 30.            |
| 1996/1997 | 22.            |
| 1997/1998 | 11.            |
| 1998/1999 | 5.             |
| 1999/2000 | 21.            |
| 2000/2001 | 2.             |
| 2001/2002 | 2.             |
| 2002/2003 | nie startowała |
| 2003/2004 | 1.             |
| 2004/2005 | 22.            |
| 2005/2006 | 12.            |

#### Miejsca na podium chronologicznie
| Lp. | Dzień       | Rok  | Miejscowość    | Konkurencja                | Lokata | Pudła   | Czas biegu | Strata  | Zwycięzca                  |
| --- | ----------- | ---- | -------------- | -------------------------- | ------ | ------- | ---------- | ------- | -------------------------- |
| 1.  | 15 stycznia | 1998 | Anterselva     | Bieg indywidualny na 15 km | 2.     | 1+1+1+0 | 45:52,3    | +1:16,9 | Olga Romaśko               |
| 2.  | 14 marca    | 1998 | Hochfilzen     | Sprint na 7,5 km           | 3.     | 2+0     | 28:00,6    | +46,4   | Uschi Disl                 |
| 3.  | 19 grudnia  | 1998 | Osrblie        | Sprint na 7,5 km           | 3.     | 0+1     | 20:33,2    | +27,0   | Simone Greiner-Petter-Memm |
| 4.  | 5 stycznia  | 1999 | Oberhof        | Sprint na 7,5 km           | 1.     | 1+1     | 24:23,8    | –       | –                          |
| 5.  | 5 stycznia  | 1999 | Oberhof        | Bieg pościgowy na 10 km    | 1.     | 0+1+2+1 | 34:20,4    | –       | –                          |
| 6.  | 5 marca     | 1999 | Valcartier     | Sprint na 7,5 km           | 1.     | 0+1     | 25:11,1    | –       | –                          |
| 7.  | 19 lutego   | 2000 | Oslo           | Sprint na 7,5 km           | 1.     | 0+0     | 20:51,9    | –       | –                          |
| 8.  | 26 lutego   | 2000 | Oslo           | Bieg masowy na 12,5 km     | 1.     | 0+1+1+0 | 38:51,7    | –       | –                          |
| 9.  | 16 grudnia  | 2000 | Anterselva     | Sprint na 7,5 km           | 2.     | 0+1     | 23:51,9    | +6,1    | Magdalena Forsberg         |
| 10. | 7 stycznia  | 2001 | Oberhof        | Bieg masowy na 12,5 km     | 3.     | 0+1+2+3 | 41:35,8    | +1:23,0 | Magdalena Forsberg         |
| 11. | 13 stycznia | 2001 | Ruhpolding     | Sprint na 7,5 km           | 2.     | 1+0     | 22:10,7    | +16,2   | Magdalena Forsberg         |
| 12. | 14 stycznia | 2001 | Ruhpolding     | Bieg pościgowy na 10 km    | 2.     | 1+0+1+1 | 31:17,3    | +34,9   | Magdalena Forsberg         |
| 13. | 3 lutego    | 2001 | Pokljuka       | Sprint na 7,5 km           | 3.     | 1+1     | 21:56,2    | +41,4   | Kati Wilhelm               |
| 14. | 4 lutego    | 2001 | Pokljuka       | Bieg pościgowy na 10 km    | 1.     | 1+1+2+1 | 32:13,5    | –       | –                          |
| 15. | 6 lutego    | 2001 | Pokljuka       | Bieg indywidualny na 15 km | 2.     | 0+1+0+2 | 45:13,0    | +37,3   | Magdalena Forsberg         |
| 16. | 9 lutego    | 2001 | Pokljuka       | Bieg masowy na 12,5 km     | 3.     | 0+2+2+0 | 38:38,6    | +1:05,8 | Magdalena Forsberg         |
| 17. | 2 marca     | 2001 | Soldier Hollow | Sprint na 7,5 km           | 2.     | 1+1     | 21:28,3    | +7,4    | Uschi Disl                 |
| 18. | 3 marca     | 2001 | Soldier Hollow | Bieg pościgowy na 10 km    | 2.     | 2+1+1+2 | 31:30,8    | +24,4   | Magdalena Forsberg         |
| 19. | 16 marca    | 2001 | Oslo           | Sprint na 7,5 km           | 1.     | 0+0     | 23:29,5    | –       | –                          |
| 20. | 17 marca    | 2001 | Oslo           | Bieg pościgowy na 10 km    | 2.     | 1+1+2+2 | 31:57,2    | +29,6   | Magdalena Forsberg         |
| 21. | 10 stycznia | 2002 | Oberhof        | Sprint na 7,5 km           | 1.     | 0+0     | 22:13,5    | –       | –                          |
| 22. | 11 stycznia | 2002 | Oberhof        | Bieg pościgowy na 10 km    | 3.     | 1+1+1+1 | 32:30,1    | +23,2   | Magdalena Forsberg         |
| 23. | 13 stycznia | 2002 | Oberhof        | Bieg masowy na 12,5 km     | 2.     | 0+0+1+0 | 40:26,1    | +10,8   | Ołena Zubryłowa            |
| 24. | 19 stycznia | 2002 | Ruhpolding     | Sprint na 7,5 km           | 1.     | 0+0     | 22:52,5    | –       | –                          |
| 25. | 20 stycznia | 2002 | Ruhpolding     | Bieg pościgowy na 10 km    | 1.     | 0+0+1+3 | 32:26,9    | –       | –                          |
| 26. | 23 stycznia | 2002 | Anterselva     | Bieg indywidualny na 15 km | 1.     | 1+0+0+0 | 48:23,5    | –       | –                          |
| 27. | 27 stycznia | 2002 | Anterselva     | Bieg masowy na 12,5 km     | 1.     | 1+0+1+2 | 35:08,7    | –       | –                          |
| 28. | 11 lutego   | 2002 | Salt Lake City | Bieg indywidualny na 15 km | 2.     | 0+1+0+0 | 47:29,1    | +7,9    | Andrea Henkel              |
| 29. | 9 marca     | 2002 | Östersund      | Sprint na 7,5 km           | 1.     | 0+1     | 23:24,0    | –       | –                          |
| 30. | 4 grudnia   | 2003 | Kontiolahti    | Sprint na 7,5 km           | 2.     | 1+1     | 25:25,9    | +9,8    | Sandrine Bailly            |
| 31. | 7 grudnia   | 2003 | Kontiolahti    | Bieg pościgowy na 10 km    | 1.     | 0+1+0+2 | 33:57,4    | –       | –                          |
| 32. | 11 grudnia  | 2003 | Hochfilzen     | Sprint na 7,5 km           | 3.     | 1+1     | 23:12,6    | +26,5   | Ołena Zubryłowa            |
| 33. | 18 grudnia  | 2003 | Osrblie        | Bieg indywidualny na 15 km | 2.     | 0+1+0+1 | 43:07,0    | +9,3    | Martina Beck               |
| 34. | 7 stycznia  | 2004 | Pokljuka       | Sprint na 7,5 km           | 1.     | 0+1     | 22:32,6    | –       | –                          |
| 35. | 11 stycznia | 2004 | Pokljuka       | Bieg masowy na 12,5 km     | 3.     | 2+0+0+1 | 39:02,8    | +16,7   | Anna Bogalij-Titowiec      |
| 36. | 16 stycznia | 2004 | Ruhpolding     | Sprint na 7,5 km           | 1.     | 0+0     | 24:57,2    | –       | –                          |
| 37. | 18 stycznia | 2004 | Ruhpolding     | Bieg pościgowy na 10 km    | 1.     | 0+0+0+1 | 33:18,7    | –       | –                          |
| 38. | 7 stycznia  | 2004 | Oberhof        | Sprint na 7,5 km           | 1.     | 1+0     | 25:51,0    | –       | –                          |
| 39. | 8 stycznia  | 2004 | Oberhof        | Bieg pościgowy na 10 km    | 1.     | 0+0+1+3 | 37:39,3    | –       | –                          |
| 40. | 14 stycznia | 2004 | Oberhof        | Sprint na 7,5 km           | 1.     | 0+0+2+0 | 39:46,1    | –       | –                          |
| 41. | 3 marca     | 2004 | Fort Kent      | Sprint na 7,5 km           | 2.     | 0+0     | 21:27,2    | +21,8   | Uschi Disl                 |
| 42. | 5 marca     | 2004 | Fort Kent      | Bieg pościgowy na 10 km    | 2.     | 0+2+1+2 | 29:18,6    | +23,9   | Uschi Disl                 |
| 43. | 6 marca     | 2004 | Fort Kent      | Bieg masowy na 12,5 km     | 3.     | 2+0+1+2 | 37:14,6    | +42,9   | Olga Pylowa                |
| 44. | 13 marca    | 2004 | Oslo           | Bieg pościgowy na 10 km    | 3.     | 1+1+2+1 | 35:48,2    | +45,4   | Olga Pylowa                |
| 45. | 19 grudnia  | 2004 | Östersund      | Bieg masowy na 12,5 km     | 1.     | 2+0+0+0 | 38:49,0    | –       | –                          |
| 46. | 15 stycznia | 2006 | Ruhpolding     | Bieg pościgowy na 10 km    | 1.     | 1+1+0+0 | 34:41,8    | –       | –                          |